# Carebara inca
Carebara inca é uma espécie de inseto do gênero Carebara, pertencente à família Formicidae.